# R. J. Alvarez
Pour les articles homonymes, voir Álvarez.
Roy Emilio « R. J. » Alvarez (né le 8 juin 1991 à West Palm Beach, Floride, États-Unis) est un lanceur de relève droitier de la Ligue majeure de baseball.

## Carrière

### Padres de San Diego
Joueur des Owls de la Florida Atlantic University, R. J. Alvarez est repêché au 3e tour de sélection par les Angels de Los Angeles en 2012. Au début 2014, Baseball America considère Alvarez le lanceur le plus prometteur de l'organisation. 
Le 19 juillet 2014, les Angels, au plus fort d'une course au championnat, échangent Alvarez, le lanceur droitier Elliot Morris, l'arrêt-court José Rondón et leur prospect numéro un en ligues mineures, le joueur de deuxième but Taylor Lindsey, aux Padres de San Diego contre les lanceurs droitiers Huston Street et Trevor Gott. Alvarez rejoint les Missions de San Antonio, club-école de niveau AA des Padres. Le 30 juillet 2014, il complète la performance du lanceur partant James Needy et du releveur Frank Garces en terminant un match sans point ni coup sûr combiné dans une victoire de 6-0 sur les Hooks de Corpus Christi.
R. J. Alvarez fait ses débuts dans le baseball majeur avec les Padres de San Diego le 3 septembre 2014 face aux Diamondbacks de l'Arizona.

### Athletics d'Oakland
Le 18 décembre 2014, les Padres échangent aux Athletics d'Oakland Alvarez, son collègue lanceur droitier Jesse Hahn et une case de bonus à la signature pour un joueur international en retour du receveur Derek Norris et du lanceur droitier Seth Streich.